# Мирлович-Загора
Мирлович-Загора (хорв. Mirlović Zagora) — населений пункт у Хорватії, у Шибеницько-Книнській жупанії у складі громади Унешич.

## Населення
Населення за даними перепису 2011 року становило 387 осіб.
Динаміка чисельності населення поселення:

## Клімат
Середня річна температура становить 13,64 °C, середня максимальна – 28,74 °C, а середня мінімальна – -0,86 °C. Середня річна кількість опадів – 819 мм.
| Клімат поселення                              | Клімат поселення | Клімат поселення | Клімат поселення | Клімат поселення | Клімат поселення | Клімат поселення | Клімат поселення | Клімат поселення | Клімат поселення | Клімат поселення | Клімат поселення | Клімат поселення | Клімат поселення |
| Показник                                      | Січ.             | Лют.             | Бер.             | Квіт.            | Трав.            | Черв.            | Лип.             | Серп.            | Вер.             | Жовт.            | Лист.            | Груд.            |                  |
| Середній максимум, °C                         | 9,46             | 10,33            | 13,52            | 17,10            | 22,21            | 26,11            | 28,74            | 28,46            | 23,71            | 18,85            | 13,54            | 10,40            |                  |
| Середня температура, °C                       | 4,31             | 5,16             | 8,37             | 11,93            | 17,06            | 20,95            | 24,10            | 23,83            | 19,07            | 14,22            | 8,90             | 5,78             |                  |
| Середній мінімум, °C                          | −0,86            | 0,01             | 3,20             | 6,78             | 11,90            | 15,80            | 19,45            | 19,19            | 14,44            | 9,58             | 4,26             | 1,13             |                  |
| Норма опадів, мм                              | 70               | 62               | 68               | 72               | 58               | 57               | 34               | 48               | 76               | 87               | 102              | 85               |                  |
| Середньомісячна швидкість вітру, м/с          | 2.31             | 2.52             | 2.71             | 2.61             | 2.32             | 2.10             | 2.10             | 1.94             | 2.11             | 2.18             | 2.60             | 2.54             |                  |
| Середньомісячна сонячна радіація, кДж/м²·день | 5392             | 8153             | 11778            | 16341            | 20301            | 22776            | 24479            | 21401            | 16060            | 10340            | 5807             | 4597             |                  |
| --------------------------------------------- | ---------------- | ---------------- | ---------------- | ---------------- | ---------------- | ---------------- | ---------------- | ---------------- | ---------------- | ---------------- | ---------------- | ---------------- | ---------------- |
| Джерело:                                      |                  |                  |                  |                  |                  |                  |                  |                  |                  |                  |                  |                  |                  |